# Parallelweg
Een parallelweg is een 'weg die evenwijdig met een andere, m.n. met een spoorbaan loopt'. De oudste krantenbron is volgens delpher.nl de Nederlandsche Staatscourant van 7 mei 1863. Een nog iets oudere bron is het verslag d.d. 4 februari 1863 van de Raad van Toezicht op de Spoorwegdiensten aan de toenmalige Minister van Binnenlandsche Zaken over de toestand van de spoorwegen in 1862. In veel steden zijn binnen de bebouwde kom nog straten met de naam Parallelweg te vinden die hun ontstaan aan het (voormalige) spoor te danken hebben.

Met de introductie van de automobiel en het snelverkeer en de daarvoor bestemde doorgaande wegen kreeg de parallelweg een veel bredere toepassing; vooral ten behoeve van het lokale verkeer.

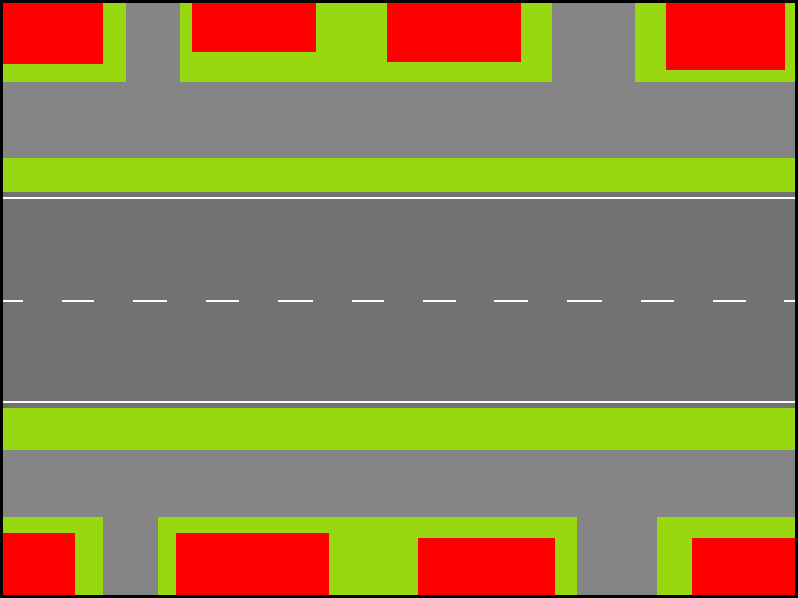
Schematische tekening van een hoofdweg met vent/parallelwegen aan weerszijden

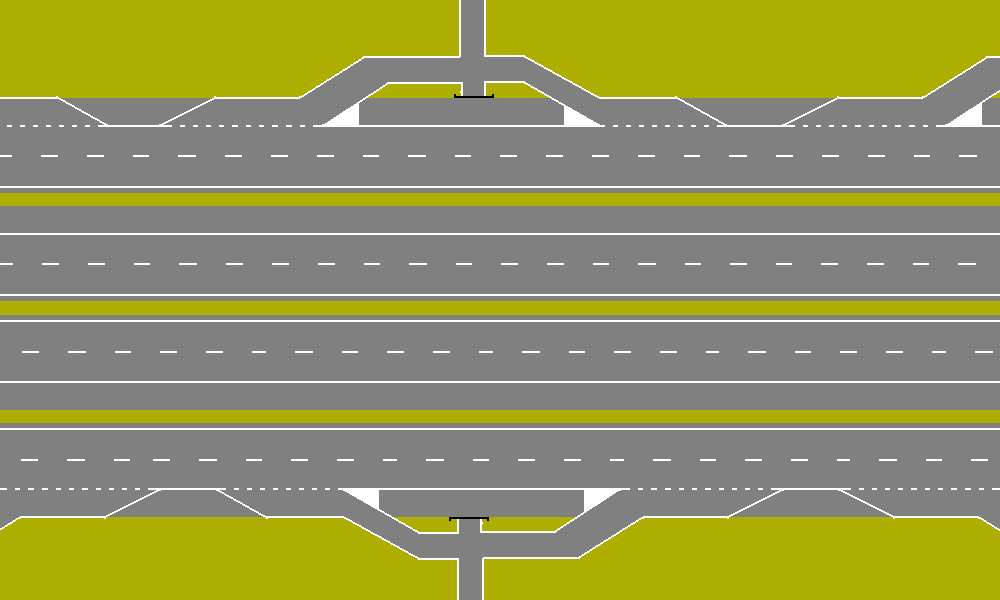
Schematische tekening van een doorgaande snelweg met parallelbanen voor lokaal verkeer

De scheiding hoofdweg-parallelwegen zorgt ervoor dat verkeer met een lokale bestemming het doorgaande verkeer niet hindert en draagt bij aan een betere doorstroming en grotere veiligheid. 
Een parallelweg kan verschillende uitvoeringen hebben; in de vorm van een smalle weg langs provinciale wegen komen ze tegenwoordig het vaakst voor. Vooral fietsers en landbouwvoertuigen maken er dan gebruik van en kunnen zo ongehinderd op de plaats van bestemming komen. 
Uitgebreidere uitvoeringen zijn te vinden langs drukke stadssnelwegen met veel op- en afritten. De A12 ten zuiden van Utrecht is als een van de eerste snelwegen uitgerust met evenwijdig lopende parallelbanen. Alleen via de parallelwegen zijn de verschillende aansluitingen naar de stad te bereiken. Doorgaand verkeer op de hoofdrijbanen zelf heeft op die manier geen last van in- en uitvoegend verkeer. 
Het scheiden van lokaal en doorgaand verkeer heeft een positieve invloed op de doorstroming en daarom is de A2 langs Utrecht, 's-Hertogenbosch en Eindhoven  omgebouwd en uitgerust met parallelbanen. In de toekomst zullen ook de A15 bij Rotterdam, de A4 bij Hoofddorp en andere drukke snelwegen met parallelbanen uitgerust worden.
De meeste parallelbanen zijn een deel van een drukke ringweg, bijvoorbeeld Ring Rotterdam, Ring Utrecht of Ring Den Haag.
Een ventweg is verkeerstechnisch ook een parallelweg. 